# Hornschuchia polyantha
Hornschuchia polyantha là loài thực vật có hoa thuộc họ Na. Loài này được Paulus Johannes Maria Maas mô tả khoa học đầu tiên năm 1986.

## Phân bố
Loài này có tại bang Bahia ở miền đông Brasil.

## Mô tả
Loài cây gỗ hay cây bụi này có trong các khu rừng mưa Đại Tây Dương và vùng sinh thái trảng cỏ nhiệt đới Cerrado.